# Preisindex

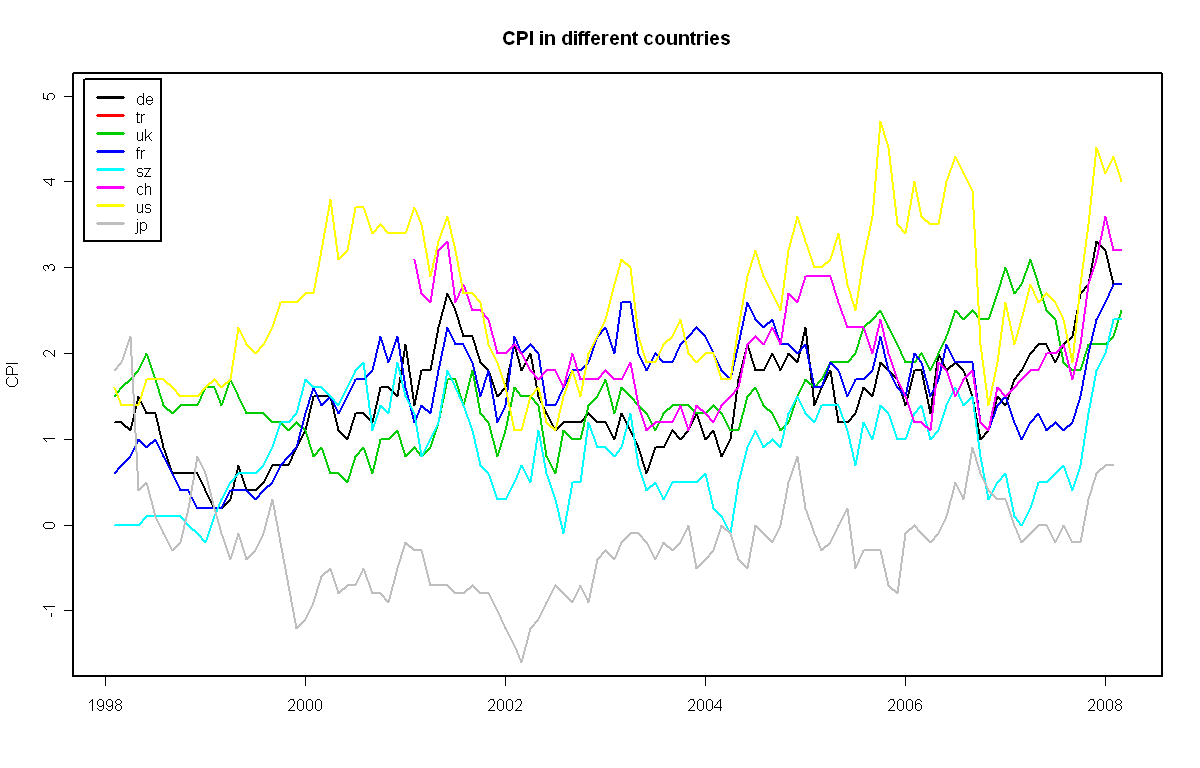
Entwicklung des Verbraucherpreisindex (CPI) in unterschiedlichen Ländern,
von 1998 bis 2008

Ein Preisindex (Plural: Preisindices) ist eine volkswirtschaftliche Kennzahl für die Entwicklung von ausgewählten Preisen. Er gibt an, wie sich die Preise der Güter und Dienstleistungen eines Warenkorbs verändert haben, beispielsweise der Verbraucherpreisindex (engl. Consumer Price Index, CPI) oder der Importpreisindex. Er ist ein Maß für die Teuerung, mit seiner Hilfe soll eine Aussage über die Höhe der Inflation bzw. Deflation in einem volkswirtschaftlichen Bereich getroffen werden. Dazu wird ermittelt, wie sich die Preise innerhalb eines für diesen Wirtschaftsbereich repräsentativen Warenkorbs über die Zeit verändern. Dabei wird stets ein Bezugszeitpunkt mit dem Preisindex 100 definiert, auf den sich alle weiteren Indizes beziehen.
Preisindizes kann man nach Gegenstand und Bildungsalgorithmus unterscheiden. Nach Gegenstand wird in der Preisstatistik ein ganzes Bündel von Preisindizes ermittelt.
Es sind zwei Konzepte der Bildung von Preisindizes weit verbreitet:
1. Der Preisindex nach Laspeyres
2. Der Preisindex nach Paasche

In der Volkswirtschaftlichen Gesamtrechnung wird dagegen entsprechend internationalen Konventionen eine Preisbereinigung mit Kettenindizes (chain prices) vorgenommen. Dazu wird der Preisindex jährlich um die Preisveränderungsrate erhöht oder vermindert.
(Die folgenden Betrachtungen werden der Einfachheit halber nur für einen Einkaufs-Preisindex angestellt.)

## Alternative Definitionen
„Verbraucherpreisindex (VPI) […] berechnet die Kosten für eine detaillierte Liste von Gütern und Dienstleistungen in Euro (früher als Preisindex für die Lebenshaltung bezeichnet)“

„misst die durchschnittliche Preisveränderung aller Waren und Dienstleistungen, die von privaten Haushalten für Konsumzwecke gekauft werden“

„Preisindizes sind, vereinfacht ausgedrückt, Funktionen, die die Preise und deren Veränderungen aggregieren und zu einer Messzahl zusammenfassen, die eine Aussage über die Preisentwicklung als Ganzes zulässt.“

## Einordnung
Ein wichtiges wirtschaftspolitisches Ziel ist seit jeher Preisniveaustabilität. Um zu überprüfen, ob ein Preisniveau konstant ist bzw. wie hoch seine Änderung ist, wird eine Inflationsrate berechnet:
{\displaystyle {\text{Inflationsrate}}={\frac {{\text{Index}}_{\text{neu}}}{{\text{Index}}_{\text{alt}}}}-1={\frac {{\text{Index}}_{\text{neu}}-{\text{Index}}_{\text{alt}}}{{\text{Index}}_{\text{alt}}}}}
also z. B.
{\displaystyle {\text{Inflationsrate}}_{2006}={\frac {{\text{VPI}}_{2006}-{\text{VPI}}_{2005}}{{\text{VPI}}_{2005}}}}
mit
{\displaystyle {\text{VPI}}_{2005}={\text{Verbraucherpreisindex des Jahres 2005}}}
{\displaystyle {\text{VPI}}_{2006}={\text{Verbraucherpreisindex des Jahres 2006}}}.
Nur ein exponentielles Wachstum des VPI führt zu einer konstanten Inflationsrate.
Primär interessant ist, wie sich die Kaufkraft des Geldes der Konsumenten im Zeitverlauf ändert. Deshalb wird in der Praxis vorwiegend der Verbraucherpreisindex berechnet, da dieser nur solche Waren und Dienstleistungen erfasst, die für die privaten Haushalte bestimmt sind. In den deutschsprachigen Ländern wird der Verbraucherpreisindex monatlich von den jeweiligen Bundesämtern berechnet. Andere mögliche Preisindizes sind bspw. der Index der Ein- und Ausfuhrpreise, der Index der Erzeugerpreise landwirtschaftlicher oder industrieller Produkte sowie der Index des Bruttoinlandsproduktes. Auch Aussagen über regionale Unterschiede des Preisniveaus können mit einem Preisindex ausgedrückt werden, der dann in analoger Weise wie der zeitliche Preisindex aufgebaut ist. Derartige Preisindizes werden jedoch selten ermittelt.
Bei einem zeitlichen Preisindex, der im Folgenden näher betrachtet werden soll, ist es zunächst einmal notwendig, zwei Zeitpunkte zu bestimmen, zu denen der Preis des Warenkorbs ermittelt werden soll. Diese werden Basisjahr (oder auch Basisperiode) und Berichtsjahr genannt. Dabei ist das Basisjahr das Jahr, auf das sich die Untersuchung bezieht (der Startpunkt der Betrachtung) und das Berichtsjahr das Jahr, in dem der Preisindex erstellt wird (sozusagen das aktuelle Jahr, bzw. der Endpunkt der Betrachtung). Bei der Bestimmung von Veränderungen eines Preisindex wird das Basisjahr gleich 100 % gesetzt. Es sollte immer so gewählt werden, dass es möglichst gut im aktuellen Trend der Entwicklung liegt.
Der Preis eines Warenkorbes ist die Summe der einzelnen Güterpreise, die er beinhaltet. Diese werden mit den jeweiligen Verbrauchsmengen der Güter multipliziert, d. h. „mit ihrem Anteil an den Gesamtausgaben des Haushaltes gewichtet.“ Aus welchem Jahr diese Gewichtungen stammen unterscheidet den Laspeyres-Index und den Paasche-Index.

## Laspeyres-Index
Bei der Berechnung des Preisindex nach Étienne Laspeyres stammen die gewählten Gewichte (d. h. die Verbrauchsmengen) aus dem Basisjahr. Der Index ermittelt den Preis eines Warenkorbes in der Zusammensetzung des Basisjahres zu Güterpreisen des Berichtsjahres bezogen auf den Preis des gleichen Warenkorbes (gleiche Verbrauchsmengen) zu Güterpreisen des Basisjahres. Dies wird in einem Quotienten ausgedrückt:
{\displaystyle I_{LA}^{P}={\frac {\sum _{i=1}^{n}p_{i}^{t}\cdot q_{i}^{0}}{\sum _{j=1}^{n}p_{j}^{0}\cdot q_{j}^{0}}}={\frac {\sum _{i=1}^{n}{\frac {p_{i}^{t}}{p_{i}^{0}}}\cdot p_{i}^{0}\cdot q_{i}^{0}}{\sum _{j=1}^{n}p_{j}^{0}\cdot q_{j}^{0}}}=\sum _{i=1}^{n}{\frac {p_{i}^{t}}{p_{i}^{0}}}\cdot {\frac {p_{i}^{0}\cdot q_{i}^{0}}{\sum _{j=1}^{n}p_{j}^{0}\cdot q_{j}^{0}}}}
mit
{\displaystyle p_{i}^{t}} = Preise bzgl. Berichtsjahr,
{\displaystyle p_{i}^{0}} = Preise bzgl. Basisjahr,
{\displaystyle q_{i}^{0}} = Verbrauch bzgl. Basisjahr.
Der Laspeyres-Index ist also ein gewichtetes arithmetisches Mittel der Preismesszahlen
{\displaystyle {\frac {p_{i}^{t}}{p_{i}^{0}}}}, wobei die Gewichte {\displaystyle {\frac {p_{i}^{0}\cdot q_{i}^{0}}{\sum _{j=1}^{n}p_{j}^{0}\cdot q_{j}^{0}}}} die Ausgabenanteile der verschiedenen Waren im Basisjahr sind.
Es wird also untersucht, was der alte Warenkorb (Verbrauchsmengen des Basisjahres) im Berichtsjahr (beispielsweise heute) kosten würde (Preise des Berichtsjahres) und was für den gleichen Warenkorb im Basisjahr bezahlt werden musste (alte Preise und Mengen des Basisjahres). Es wird unterstellt, dass die Mengen und Qualitäten der Güter im Warenkorb im Zeitverlauf konstant sind, sodass sich Veränderungen des Indexes nur durch Veränderungen der Güterpreise ergeben können.
Der praktische Vorteil von Laspeyres-Indizes besteht darin, dass die Gewichte nur für das Basisjahr ermittelt werden müssen und dann unverändert bleiben. Damit sie trotzdem als repräsentativ für das aktuelle Preisgeschehen gelten können, werden sie in der amtlichen Statistik – ebenso wie die Zusammensetzung des Warenkorbes – regelmäßig (in der Regel jedes Jahr, bis 2005 alle 5 Jahre) aktualisiert. Jedoch bieten die konstanten Verbrauchsmengen den Vorteil, dass die einzelnen Preisindizes, die mit dem gleichen Basisjahr erstellt wurden, sehr gut vergleichbar sind.
Da Konsumenten versuchen, teure Güter durch günstigere zu substituieren, überzeichnet der Laspeyres-Index in der Regel die Inflationsrate.
Die Bestimmung des Verbraucherpreisindex für Deutschland erfolgt mit Hilfe eines Laspeyres-Index.

## Paasche-Index
Im Unterschied zum Laspeyres-Index stammen die gewählten Gewichte bei der Berechnung des Preisindex nach Hermann Paasche aus dem aktuellen Berichtsjahr, nicht aus dem Basisjahr. Er vergleicht den Preis eines Warenkorbes in der Zusammensetzung des Berichtsjahres zu Güterpreisen des Berichtsjahres mit dem Preis des gleichen Warenkorbes (aktuelle Verbrauchsmengen des Berichtsjahres) zu Güterpreisen des Basisjahres. Dies kann ebenfalls als Quotient ausgedrückt werden:
{\displaystyle I_{PA}^{P}={\frac {\sum _{i=1}^{n}p_{i}^{t}\cdot q_{i}^{t}}{\sum _{j=1}^{n}p_{j}^{0}\cdot q_{j}^{t}}}={\frac {\sum _{i=1}^{n}{\frac {p_{i}^{t}}{p_{i}^{0}}}\cdot p_{i}^{0}\cdot q_{i}^{t}}{\sum _{j=1}^{n}p_{j}^{0}\cdot q_{j}^{t}}}=\sum _{i=1}^{n}{\frac {p_{i}^{t}}{p_{i}^{0}}}\cdot {\frac {p_{i}^{0}\cdot q_{i}^{t}}{\sum _{j=1}^{n}p_{j}^{0}\cdot q_{j}^{t}}}}
mit
{\displaystyle p_{i}^{t}} = Preise bzgl. Berichtsjahr
{\displaystyle p_{i}^{0}} = Preise bzgl. Basisjahr
{\displaystyle q_{i}^{t}} = Verbrauch bzgl. Berichtsjahr.
Es wird also untersucht, was ein aktueller Warenkorb (aktuelle Preise und Mengen des Berichtsjahres) kostet und was für den gleichen Warenkorb (Verbrauchsmengen des Berichtsjahres) im Basisjahr hätte bezahlt werden müssen (Preise des Basisjahres).
In dieser Darstellung ist der Paasche-Index wie der Laspeyres-Index ein gewogenes arithmetisches Mittel der Preismesszahlen  {\displaystyle p_{i}^{t}/p_{i}^{0}}, wobei die Gewichte diesmal die fiktiven Ausgabenanteile der Waren bei aktuellen Verbrauchsmengen zu den alten Basispreisen sind.
Der Paasche-Index lässt sich auch als ein gewichtetes harmonisches Mittel der Preismesszahlen darstellen, wenn man als  Gewichte die realen Umsatzanteile aus dem Berichtsjahr verwendet, denn es gilt:
{\displaystyle I_{PA}^{P}={\frac {\sum _{j=1}^{n}p_{j}^{t}\cdot q_{j}^{t}}{\sum _{i=1}^{n}p_{i}^{0}\cdot q_{i}^{t}}}={\frac {\sum _{j=1}^{n}p_{j}^{t}\cdot q_{j}^{t}}{\sum _{i=1}^{n}{\frac {p_{i}^{0}}{p_{i}^{t}}}p_{i}^{t}\cdot q_{i}^{t}}}={\frac {1}{\sum _{i=1}^{n}{\frac {p_{i}^{0}}{p_{i}^{t}}}\cdot {\frac {p_{i}^{t}\cdot q_{i}^{t}}{\sum _{j=1}^{n}p_{j}^{t}\cdot q_{j}^{t}}}}}=\left(\sum _{i=1}^{n}\left({\frac {p_{i}^{t}}{p_{i}^{0}}}\right)^{-1}{\frac {p_{i}^{t}\cdot q_{i}^{t}}{\sum _{j=1}^{n}p_{j}^{t}\cdot q_{j}^{t}}}\right)^{-1}}
Ein (reiner) Paasche-Preisindex wird von der amtlichen Statistik selten berechnet, da er durch die notwendigen regelmäßigen Aktualisierungen der Verbrauchsmengen ressourcen- und zeitaufwendig ist und sich die ständig wechselnden Gewichte negativ auf die Vergleichbarkeit einzelner Jahre auswirken. Er wird aber bei der Deflationierung von Umsatzentwicklungen benötigt, um „echte“ Mengenentwicklungen als Laspeyres-Mengenindizes zu erhalten.
„Wenn man beim Paasche-Index vor einem ähnlichen Dilemma wie beim Laspeyres-Index steht – lange Zeitreihen mit hohem Informationsgehalt über die Inflationsrate, aber problematischem Mengengerüst (Laspeyres) oder exaktem Mengengerüst, aber geringem Aussagewert über die Inflationsrate (Paasche) –, ist es konsequent, den weniger aufwendigen Laspeyres-Index zu wählen.“

## Weitere Indizes
Neben Paasche und Laspeyres existieren noch weitere Indizes.

### Fisher-Preisindex
Der Fisher-Preisindex (benannt nach Irving Fisher) ist das geometrische Mittel der Preisindizes nach Paasche und Laspeyres. Der Fisher-Preisindex wird in der Statistik auch „Fishers idealer Preisindex“ genannt:
{\displaystyle I_{FI}^{P}={\sqrt {I_{LA}^{P}\cdot I_{PA}^{P}}}}
Zum Fisher-Index ist erwähnenswert, dass dieser die reale Inflation mit ungewöhnlicher Genauigkeit im Vergleich zu den Indices nach Laspeyres und Paasche berechnet. Dies liegt daran, dass er die Mitte zwischen beiden wählt, wobei berücksichtigt wird, dass der Index nach Laspeyres die wahre Inflation tendenziell zu hoch angibt, während die Angabe nach Paasche zur Untertreibung neigt.
Dass sich der Fisher-Index dennoch kaum in der statistischen Praxis durchsetzen konnte, liegt primär daran, dass er für die breite Bevölkerung zu wenig anschaulich, schwer verständlich und von den öffentlichen Ämtern nur mit Mühe zu kommunizieren ist.

### Kettenpreisindex
Kettenpreisindizes (chain prices) ermitteln für jedes Jahr, wie viel die im Vorjahr gekauften Waren im aktuellen Jahr kosten (in der Laspeyresform) oder wie viel die im aktuellen Jahr gekauften Waren im Vorjahr gekostet haben (in der Paascheform). Dadurch wird für jedes Jahr ein anderer Warenkorb zu Grunde gelegt und so bei der Ermittlung der Preisänderungen die jeweils aktuellen Verbrauchsgewohnheiten berücksichtigt.
Nachteil des Verfahrens ist, dass die Ergebnisse von Jahr zu Jahr nicht direkt vergleichbar sind, da sich der Warenkorb stets wandelt, und längerfristige Betrachtungen nur durch Verkettung – daher der Name des Index – der Jahresergebnisse möglich sind.
Der Harmonisierte Verbraucherpreisindex wird als Kettenindex (Laspeyresform) berechnet. Er wird innerhalb der EU von allen Mitgliedsstaaten erhoben. Dies ermöglicht die Preisentwicklung länderübergreifend zu vergleichen.

## Beispiele
Warenkörbe:
|            | 1995 (Basisjahr, 0) | 1995 (Basisjahr, 0) | 2000 (Berichtsjahr, t) | 2000 (Berichtsjahr, t) |
| Preis      | Verbrauch           | Preis               | Verbrauch              |                        |
| ---------- | ------------------- | ------------------- | ---------------------- | ---------------------- |
| Zigaretten | 4,-                 | 10                  | 5,-                    | 7                      |
| Pizza      | 5,-                 | 4                   | 6,-                    | 3                      |
| Kino       | 8,-                 | 2                   | 12,-                   | 1                      |
| Bier       | 0,60                | 10                  | 1,-                    | 8                      |

(Preise in GE, Verbräuche in ME)
Der repräsentative Warenkorb soll hier beispielhaft aus nur vier Gütern bestehen, d. h., es werden typischerweise nur diese vier Güter in den angegebenen Mengen zu den angegebenen Preisen von den Konsumenten gekauft. Wie aus der Tabelle ersichtlich, mussten die Verbrauchsmengen des Warenkorbes von 1995 zu 2000 angepasst werden, um weiterhin repräsentativ zu sein. Dies ist auf veränderte Konsumgewohnheiten zurückzuführen.

### Laspeyres-Index
{\displaystyle I_{LA}^{P}={\frac {\sum _{i=1}^{n}p_{i}^{t}\cdot q_{i}^{0}}{\sum _{i=1}^{n}p_{i}^{0}\cdot q_{i}^{0}}}={\frac {{\color {Red}5}\cdot {\color {Blue}10}+{\color {Red}6}\cdot {\color {Blue}4}+{\color {Red}12}\cdot {\color {Blue}2}+{\color {Red}1}\cdot {\color {Blue}10}}{{\color {Red}4}\cdot {\color {Blue}10}+{\color {Red}5}\cdot {\color {Blue}4}+{\color {Red}8}\cdot {\color {Blue}2}+{\color {Red}0{,}60}\cdot {\color {Blue}10}}}={\frac {108}{82}}=1{,}31{\underline {7}}}
Ergebnis: Da das Basisjahr 1995 100 % entspricht, handelt es sich hier um einen Preisanstieg auf 131,7 % (d. h. um 31,7 %) im Jahr 2000 bezogen auf 1995. Der Warenkorb des Jahres 2000 verhält sich also zum Warenkorb von 1995 wie 1,317 zu 1.

### Paasche-Index
{\displaystyle I_{PA}^{P}={\frac {\sum _{i=1}^{n}p_{i}^{t}\cdot q_{i}^{t}}{\sum _{i=1}^{n}p_{i}^{0}\cdot q_{i}^{t}}}={\frac {{\color {Red}5}\cdot {\color {Blue}7}+{\color {Red}6}\cdot {\color {Blue}3}+{\color {Red}12}\cdot {\color {Blue}1}+{\color {Red}1}\cdot {\color {Blue}8}}{{\color {Red}4}\cdot {\color {Blue}7}+{\color {Red}5}\cdot {\color {Blue}3}+{\color {Red}8}\cdot {\color {Blue}1}+{\color {Red}0{,}60}\cdot {\color {Blue}8}}}={\frac {73}{55{,}8}}=1{,}30{\underline {8}}}
Ergebnis: Da das Basisjahr 1995 100 % entspricht, handelt es sich hier um einen Preisanstieg auf 130,8 % (d. h. um 30,8 %) im Jahr 2000 bezogen auf 1995. Der Warenkorb des Jahres 2000 verhält sich also zum Warenkorb von 1995 wie 1,308 zu 1.

### Fisher-Index
Die Abweichung zwischen beiden oberen Berechnungsarten von 0,09 % wird durch den Fisher-Index gemittelt:
{\displaystyle I_{FI}^{P}={\sqrt {I_{LA}^{P}\cdot I_{PA}^{P}}}={\sqrt {1{,}31{\underline {7}}\cdot 1{,}30{\underline {8}}}}=1{,}312{\dot {5}}}

## Bewertung
Der Preisindex kann exakt nur für Artikel angegeben werden, deren „Qualität“, d. h. deren preisbestimmende Eigenschaften, unverändert bleiben. Verändern sich diese Eigenschaften, muss deren geschätzter Preiseinfluss herausgerechnet werden, um Gleiches mit Gleichem preislich gegenüberstellen zu können. Da sich bei manchen Gütern die Qualität rasch wandelt und der Preisindex in diesem Fall sehr stark von (subjektiven) Schätzungen abhängt, gehen die statistischen Ämter zunehmend dazu über, hedonische Preise zu erheben. Es existieren aber noch weitere international anerkannte und empfohlene Qualitätsbereinigungsverfahren (z. B. Ausstattungsbereinigung), mit deren Hilfe Qualitätsveränderungen herausgerechnet werden können. In der Regel empfehlen sich bestimmte Verfahren für spezielle Gütergruppen besonders, das heißt, kein Qualitätsbereinigungsverfahren ist pauschal für alle Güter gleichermaßen geeignet.
Die Aussagekraft eines Preisindex wird durch diverse Probleme, die mit seiner Ermittlung verbunden sind, relativiert:
- es wird nicht nach einzelnen sozialen Gruppen der Bevölkerung, die unterschiedlich stark von Preisniveauveränderungen betroffen sein können, differenziert
- die Bildung unterschiedlicher Indexhaushalte erhöht zwar die Genauigkeit, aber auch diese Indizes stellen lediglich verfeinerte Durchschnittswerte dar, die nicht den tatsächlichen individuellen Verbrauchsgewohnheiten einzelner Haushalte entsprechen müssen
- die tatsächliche Verbrauchsstruktur kann sich im Zeitverlauf ändern, während die Zusammensetzung des Wägungsschemas bis zur Festsetzung eines neuen Basisjahres aus Gründen der Vergleichbarkeit unverändert bleibt (bei Laspeyres)
- keine Berücksichtigung von Preiselastizitäten
- ständige strukturelle Veränderungen des Güterangebots

Aufgrund dieser Faktoren, die den Preisindex beeinflussen und zu Ungenauigkeiten führen, ist es erforderlich, einen Toleranzbereich zu definieren, innerhalb dessen noch Geldwertstabilität herrscht. In Deutschland wird dieser von der Bundesbank mit ein bis zwei Prozent veranschlagt, d. h., schwankt ein Preisindex weniger, wird er als konstant angesehen.

## Internationaler Vergleich
|                              | Index                                                                                      |
| ---------------------------- | ------------------------------------------------------------------------------------------ |
| Europäische Union            | Europäischer Verbraucherpreisindex (EVPI) Harmonisierter Verbraucherpreisindex (HVPI/HICP) |
| Eurozone                     | Verbraucherpreisindex der Eurozone (VPI-EWU)                                               |
| Europäischer Wirtschaftsraum | Verbraucherpreisindex für den Europäischen Wirtschaftsraum (VPI-EWR)                       |
| USA                          | Personal consumption expenditures price index (PCE)                                        |
| Großbritannien               | Harmonisierter Konsumenten-Preisindex der EU (HICP)                                        |
| Schweiz                      | Landesindex der Konsumentenpreise (LIK)                                                    |

„Der VPI-EWU wird unter anderem von der Europäischen Zentralbank (EZB) als ein Hauptindikator für die Durchführung ihrer Geldpolitik in der Eurozone verwendet.“ Die US-Notenbank (Federal Reserve System) nutzt zur Messung der Inflation den Personal consumption expenditures price index. Seit 2008 berechnet das schweizerische Bundesamt für Statistik (BFS) neben dem Landesindex der Konsumentenpreise ebenfalls den harmonisierten Verbraucherpreisindex der EU.

Entwicklung des Verbraucherpreisindex in Deutschland, von 1991 bis 2012, Bezugsjahr 2005
Jährliche Preisveränderungsraten in Deutschland seit 1965

## Indizes nach Gegenstand
Je nach Untersuchungsgegenstand kann man die Volkswirtschaft beliebig horizontal und vertikal gliedern. Häufig betrachtet bzw. veröffentlicht werden Indizes über:
- Rohstoffpreise – CRB-Index, CCI, DJ-UBSCI, RICI, S&P GSCI, Ölpreis, Goldpreis, Silberpreis, Platinpreis, Palladiumpreis
- Löhne
- Erzeugerpreise, die die Hersteller (vom Großhandel oder gewerblichen Kunden) verlangen; wohl zu unterscheiden von den Herstellungskosten.
  - Agrarpreise (landwirtschaftliche Erzeugerpreise) – FAO Food Price Index
- Großhandelspreise
- Einzelhandelspreise ~ Verbraucherpreise
- Außenhandelspreise
- Mieten